# HR 8799
HR 8799 (إتش آر 8799) يمتلك التسميات التالية HD 218396 / HIP 114189 / GC 32209 نجم يقبع في كوكبة الفرس الأعظم. يمتلك قدر ظاهري يبلغ +5.96، ويبعد مسافة 129 سنة ضوئية عن نظامنا الشمسي. في سنة 2008 تم الإعلان عن اكتشاف ثلاثة كواكب لاشمسية تدور حول هذا النجم، ويعتبر فريد من نوعه كونه أول نظام كواكبي متعددة التقطت له صور مباشرة لثلاثة كواكب واكتشف رابعهم في الشهر الرابع سنة 2010 
.

## خصائص
أتش أر 8799 نجم متغير صنف دورادس جاما له طيف A5V Lambda Boötis نوع-A 
من النسق الأساسي بدرجة حرارة فعالة بين 7170 و 7347 كلفن. دائرة نصف قطره أكبر 60٪ من الشمس و 4.9 ضعاف سطوعها يلتف حول نفسه بسرعة دوران 49 كم / ثانية. مع كتلة 50٪ أكبر من كتلة الشمس، هناك تباين في التقديرعمر النجم بسبب الطريقة المتبعة في حساب عمر النجوم التي تمتلك أقرص حطام حولها فتألقه يشير إلى عمر 20 إلى 150 مليون سنة. وبالمقارنة مع النجوم ذات الحركة المماثلة في الفضاء يشير إلى عمر من 30 إلى 160 مليون سنة. لكن من لمعانه ودرجة حرارته في رسم هرتزبرونغ-راسل يقدر في حدود 30-1,128 مليون سنة.
النجوم ذو الطيف λ Boötis دائما ما تكون شابة مع متوسط عمر بليون سنة. كما أن دراسة علم الزلازل النجمي تقدر العمر بمليار سنة. أفضل قيمة مقبولة هي 30 مليون سنة كونه عضوا في مجموعة كولومبا التي تتشارك الحركة.
تحليل الطيف يكشف وفرة طفيفة من الكربون والأكسجين بالمقارنة مع الشمس (30٪ إلى 10٪). فقيرة للعناصر الأثقل كالصوديوم والحديد 28٪ فقط.

## كواكب

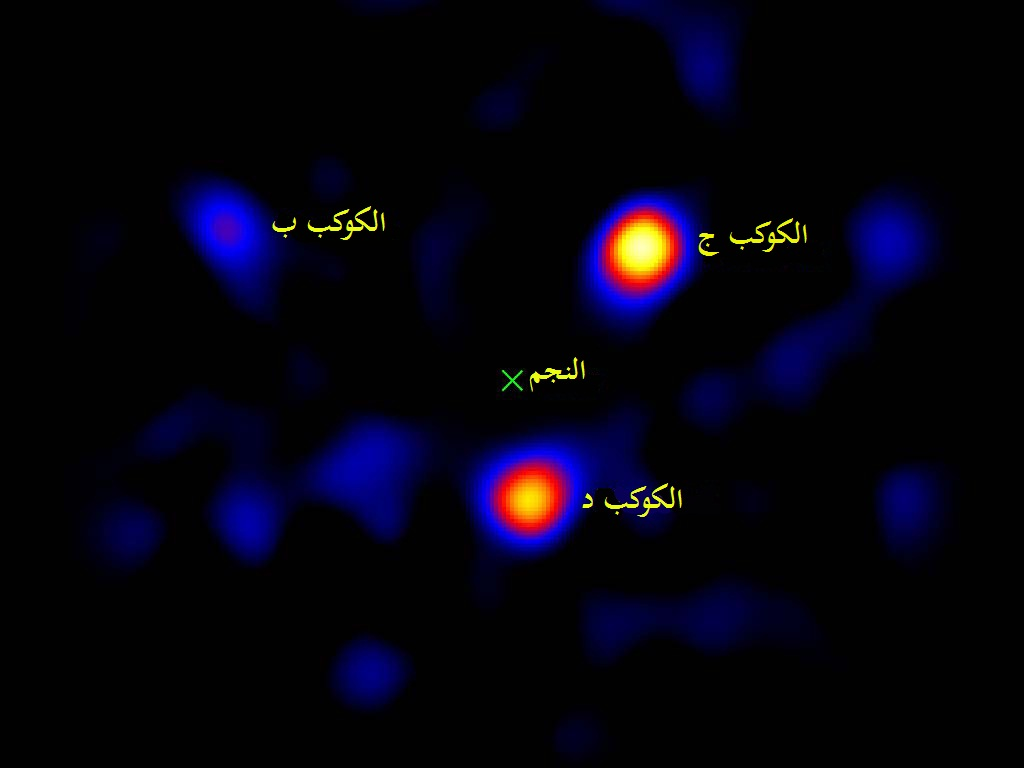
صُورةٌ تُظهر الضوء المُنبعث من الكواكب وهي تدور حول اتش أر 8799. يقعُ النجم وسط الصُورة حيثُ علامة X،

أتش أر 8799 رصد حوله أربعة الكواكب تسمى بالترتيب حسب البعد عن النجم، e d c b (أ-ب-ج-ه) وحزام للكويكبات
في 13 نوفمبر 2008 أعلن رسميا اكتشاف ثلاثة كواكب في مدار حول النجم باستخدام مرصد كيك ومرصد جيميني ليصبح أول نظام كوكبي متعددة تم اكتشافه عن طريق الملاحظة المباشرة مع طبيعة حركته المدارية التي رصدت منذ عام 2004.
في عام 2009 رصد تلسكوب الفضاء هابل كوكب b بعد أحد عشر عاما من تصويره للنجم مما يشير إلى أن العديد من الكواكب الخارجية الأخرى يمكن ببساطة تحديدها من خلال تحليل ارشيف الصور الفوتوغرافية للتلسكوب. في عام 2011، أضاف التلسكوب صور لكوكب c وd
في نوفمبر 2010 تم الإعلان عن اكتشاف كوكب رابع من خلال الملاحظة المباشرة، وسمي بـ HR 8799 e . أظهرت قياسات نطاق الضوء للكواكب (b, c d) وجود غيوم ضخمة في غلافها الجوي، في حين أشار التحليل الطيفي بالأشعة تحت الحمراء عدم الاتزان كيميائيا في نسب أحادي أكسيد الكربون والميثان ومن دراسات في مرصد بالومار تبين أن التراكيبة الكيميائية للكواكب الأربعة تختلف بشكل كبير.
كشفت الدراسة الطيفية للكوكب B امتصاص كهرومغناطيسي للماء، ما يشير إلى أن غلافه الجوي غني بالهيدروجين ونسبة ضعيفة لغاز الميثان وأول أكسيد الكربون. رغم أن جميع الأطياف الخاصة بالكواكب الاربعة لا تتوافق مع أي جسام في الفيزياء الفلكية المعروفة، بعض أطياف الكوكب أظهرت أوجه شبه مع الأقزام البنية نوع-L ونوع-T كذلك لها شبه لطيف الجانب المظلم من كوكب زحل.

HR 8799 (في المنتصف) و HR 8799 e(يمين) و HR 8799 d (أسفل اليمين) و HR 8799 c (أعلى اليمين) و HR 8799 b (أعلى اليسار). تصوير مرصد كيك.

### التركيبة
تتلخص نتائج المعاينة للكواكب الأربعة كتالي: كوكب B يحتوي على الأمونيا و/أو الأسيتيلين وثاني أكسيد الكربون، ولكن لديه القليل من غاز الميثان. الكوكب C يحتوي على الأمونيا، وربما بعض الأسيتيلين ولكن لا ثاني أكسيد الكربون ولا الميثان. يحتوي الكوكب D الأسيتيلين، والميثان، وثاني أكسيد الكربون لكن لم يتم الكشف عن الأمونيا نهائية؛ يحتوي الكوكب e الميثان والأسيتيلين ولكن لا الأمونيا أو ثاني أكسيد الكربون. طيف الكوكب e مشابه لطيف المنطقة المحمرة من زحل. يمكن تفسير اللون الأحمر للكواكب عن وجود الحديد والسيليكات في سحاب الغلاف الجوي.
| رفيق (بترتيب النجوم) | كتلة      | نصف محور (AU) | الفترة المدارية (سنة) | انحراف    | ميلان | نق              |
| -------------------- | --------- | ------------- | --------------------- | --------- | ----- | --------------- |
| HR 8799 e            | 7+3 −2 مJ | 14.5 ± 0.5    | ~45                   | ?         | —     | ? قم            |
| HR 8799 d            | 7+3 −2 مJ | 24±0          | ~100                  | >0.04     | 28°   | 1.2+0.1 −0 قم   |
| HR 8799 c            | 7+3 −2 مJ | 38±0          | ~190                  | ?         | 28°   | 1.2+0.1 −0 قم   |
| HR 8799 b            | 5+2 −1 مJ | 68±0          | ~460                  | ?         | 28°   | 1.2+0.1 −0.1 قم |
| قرص غبار             | 6–1000 وف | 6–1000 وف     | 6–1000 وف             | 6–1000 وف | —     | —               |

## اقرص الحطام

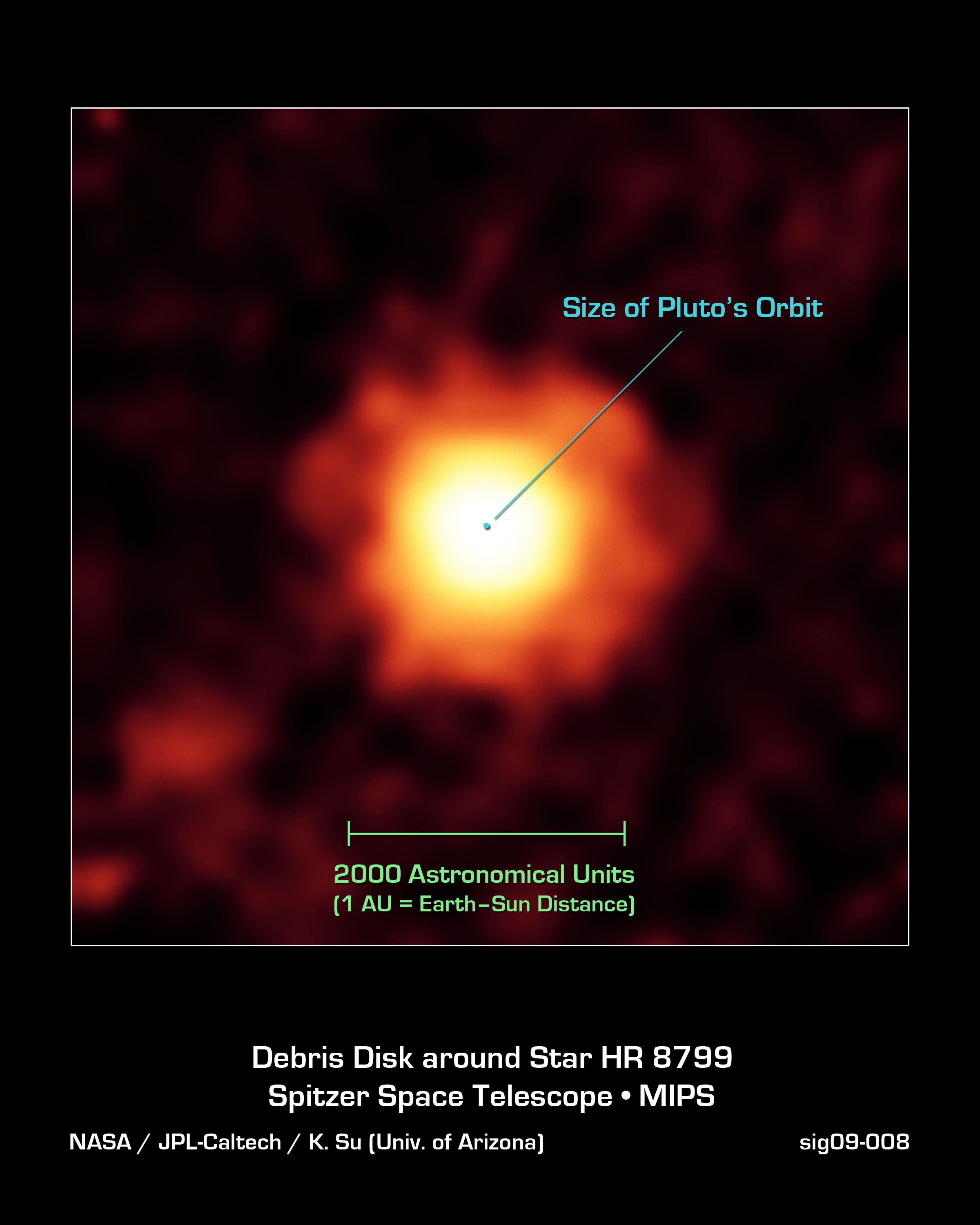
صورة بالأشعة تحت الحمراء لقرص الحطام HR 8799، يناير 2009. النقطة الصغيرة في الوسط تقدر بحجم مدار بلوتو.

في يناير 2009 التقط مقراب سبيتزر الفضائي صور لثلاثة أقراص حطام حول أتش أر 8799:
- قرص غبار حار (تقريبا 150 كلفن) تدور ضمن مدار الكوكب (E). الحواف الداخلية والخارجية للحزام هي قريبة إلى 4: 1 و 2: 1 للكوكب
- منطقة واسعة من الغبار البارد (45 كلفن) مع حافة داخلية حادة تدور خارج الكوكب الأبعد (B). الحافة الداخلية للحزام في 3: 2 بعد عن الكوكب، نفس المسافة تقريبا بين نبتون وحزام كويبر
- هاله من حبيبات غبار صغيرة باردة.

الهالة غير عادية لها مستوى عال من النشاط الديناميكي يرجح سببه الجاذبية القوية للكواكب الأربعة الضخمة. يقول فريق سبيتزر أن التصادمات شبيهة لتلك الموجودة في حزام كويبر نتيجة أن الكواكب الثلاثة الكبيرة لم تستقر نهائيا في مدارات.